# 蒂謝爾呂蒂巴赫河
47°23′18″N 8°36′18″E / 47.38828°N 8.60508°E

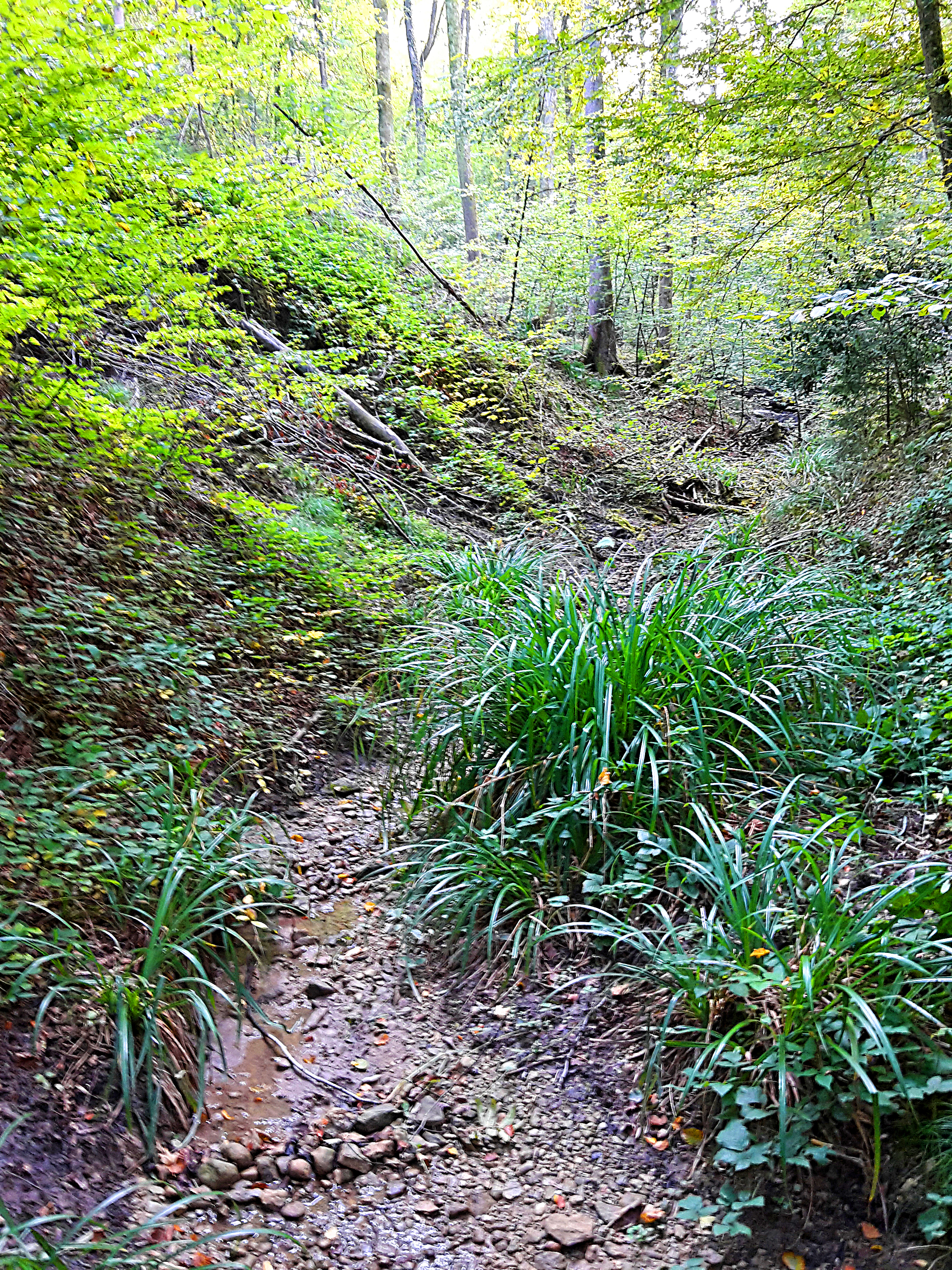

蒂謝爾呂蒂巴赫河是瑞士的河流，位於該國北部，流經蘇黎世州，屬於戈克胡瑟巴赫河的右支流，河道全長1公里，流域面積0.2平方公里，河畔城鎮有迪本多夫。